# Prooppia
Prooppia – rodzaj muchówek z rodziny rączycowatych (Tachinidae).

## Wybrane gatunki
- P. crassiseta (Aldrich & Webber, 1924)[2]
- P. latipalpis (Shima, 1981)[1]
- P. nigripalpis (Robineau-Desvoidy, 1848)[2]
- P. strigifrons (Zetterstedt, 1838)[2]
- P. stulta (Zetterstedt, 1844)[1]